# Скорпионы
Скорпио́ны (лат. Scorpiones) — отряд членистоногих из класса паукообразных (Arachnida). Исключительно наземные формы, которые встречаются лишь в жарких странах. Всего известно более 2400 видов скорпионов, из которых смертельно опасны около 25. Среди скорпионов есть и самые большие паукообразные, такие как императорский скорпион (Pandinus imperator), достигающий в длину 20 см, и сравнительно мелкие — длиной всего 13 мм (Microbuthus pusillus).
Слово «скорпион» происходит от др.-греч. σκορπιός (скорпиос). В древнерусском языке скорпия означало змея. Изучением скорпионов занимается арахнология — наука о паукообразных.

## Палеонтология
Скорпионы — древнейший отряд паукообразных, самые ранние находки которого известны начиная с силура. Описан 131 вид ископаемых скорпионов, причём более 60 из них найдены в отложениях каменноугольного периода. Пермские находки скорпионов очень редки, единственный хорошо сохранившийся экземпляр был обнаружен близ немецкого города Хемниц. Несмотря на внешнее сходство, палеозойские ракоскорпионы (эвриптериды) не являются сестринской группой скорпионов. Вопрос о том, был ли водный образ жизни первичным для предков скорпионов, пока остаётся нерешённым.

## Строение

### Тело
Тело скорпиона состоит из небольшой головогруди (лат. cephalothorax), или просомы и длинного брюшка (abdomen), или опистосомы, в котором различают два отдела: более широкий передний отдел, тесно примыкающий к головогруди и составляющий с ней одно целое (туловище скорпиона) — преабдомен (praeabdomen), или мезосома; и задний отдел, узкий, 5-членистый постабдомен (лат. postabdomen), или метасома, резко отграниченный от преабдомена и имеющий подобие хвоста. К последнему сегменту постабдомена примыкает ещё один, грушевидный, членик (тельсон), оканчивающийся загнутой вверх иглой, на вершине которой помещаются два отверстия ядовитых желёз.
Всё тело скорпиона покрыто хитиновым панцирем, представляющим продукт выделения лежащего под ним гиподермического слоя. Различают головогрудный щиток, прикрывающий головогрудь со спинной стороны, затем в области преабдомена соответственно числу сегментов 7 спинных и брюшных щитков, соединённых между собой мягкой перепонкой, и, наконец, в области постабдомена 5 замкнутых плотных хитиновых колец, соединённых тонкой кожицей.

### Конечности
На брюшной стороне тела к головогруди прикрепляются шесть пар конечностей, из которых две передние пары играют роль челюстных органов, тогда как четыре остальные пары служат для передвижения. Первая пара конечностей — хелицеры — расположена над ротовым отверстием и по своему положению соответствует первой паре антенн других членистоногих, а по физиологической функции — жвалам. Хелицеры имеют вид маленьких 3-членистых пар клешней и служат для измельчения пищи. Конечности второй пары — педипальпы — состоят из шести члеников. Два последних образуют крупные клешни, при помощи которых скорпион захватывает добычу.

### Пищеварительная система
Кишечник состоит из трёх отделов: переднего, среднего и задней кишки. Ротовое отверстие располагается на брюшной стороне и ведёт в мышечную глотку, которая переходит в пищевод, который в начале очень узкий, затем расширяющийся и принимающий выводные протоки двух больших слюнных желёз. Пищевод переходит в среднюю кишку, в которую в области преабдомена открываются пять пар выводных протоков крупной многолопастной печени, заполняющая все промежутки между остальными органами. Средняя кишка постепенно переходит в короткую заднюю кишку, открывающуюся анальным отверстием на брюшной стороне последнего сегмента.

### Нервная система
Нервная система состоит из надглоточного ганглия, окологлоточной комиссуры и брюшной нервной цепочки. От надглоточного двулопастного ганглия отходят нервы к глазам и хелицерам. В брюшной нервной цепочке различают один большой подглоточный ганглий, происшедший слиянием всех торакальных ганглиев, и семь абдоминальных, то есть три преабдоминальных и четыре постабдоминальных (помещающихся в хвосте) ганглиев.

### Органы чувств
Из органов чувств у скорпионов наиболее развито зрение. На верхней стороне головогруди находятся 2—8 глаз, из них одна пара, отличающаяся величиной и более сложным строением, располагаются посреди головогруди и называется срединными глазами, тогда как остальные расположены боковыми группами вблизи переднего края и называются боковыми глазами. Последние состоят лишь из кутикулярной линзы и одного слоя клеток — больших концевых нервных клеток с боковым столбиком и особым сильно преломляющим свет шариком и меньших, индифферентных или опорных клеток. Срединные глаза имеют одну большую кутикулярную линзу, а под ней отдельный беспигментный слой стекловидного тела, отграниченный перепонкой от прилегающего к нему слоя концевых нервных клеток, или ретины; в ретине каждые пять клеток соединены между собой в одну группу — так называемую «ретинулу», изолированную от соседних ретинул слоем пигмента; каждая ретинальная клетка выделяет на своей внутренней поверхности стекловидный столбик, или рабдомер, соединяющийся с соседними четырьмя рабдомерами в одну палочку, или рабдом.
Глаза скорпиона представляют собой переход от простого глаза к фасетированному членистоногих.
Скорпионы имеют ещё весьма своеобразные органы чувств — так называемые гребневидные органы (лат. pectines), имеющие вид пластинки, отороченной на одной стороне зубчиками и в общем напоминающей гребень; они помещаются на брюшной стороне второго абдоминального сегмента, вблизи половых отверстий и снабжены в изобилии нервными разветвлениями. Они служат, вероятно, осязательными органами, а их близкое положение к половым органам заставляет предполагать, что они являются возбудительными органами при совокуплении.

### Органы кровообращения
Органы кровообращения не представляют замкнутой системы, находясь в сообщении с лакунами или участками полости тела. Сердце помещается на спинной стороне в преабдомене и лежит между лопастями печени, залегая в особой оболочке, отграничивающей околосердечную полость, наполненную кровью. Оно имеет вид длинной трубки, разделённой на восемь камер. Каждая камера снабжена одной парой щелевидных отверстий (остий) с клапанами; на обоих концах сердце продолжается в две главные артерии: переднюю, направляющуюся к голове (лат. aorta cephalica), и заднюю, идущую в постабдомен (лат. arteria posterior); кроме того, от каждой камеры отходит ещё одна пара боковых артерий. Две ветви головной артерии образуют вокруг пищевода сосудистое кольцо, от которого отходит назад большая артерия, залегающая над нервной цепочкой. При сокращении сердца кровь поступает в переднюю и заднюю аорты и из них в мельчайшие сосуды и собирается, наконец, в двух продольных брюшных синусах, направляется затем в лёгочные листочки, окисляется там и посредством особых каналов возвращается в околосердечную полость (перикардий), а оттуда через щели при диастоле обратно в сердце.

### Органы дыхания
Органы дыхания помещаются в преабдомене и представлены лёгкими, имеющими вид восьми больших воздухоносных мешков, вдающихся в полость тела и открывающихся наружу при помощи узких косых щелей или отверстий, так называемых stigmata, или дыхалец. Последние расположены попарно на брюшной стороне преабдомена, с боков в 3—6 сегментах.
Лёгочные мешки скорпиона представляют изменённые жаброносные конечности, появляющиеся на месте существующих в эмбриональной стадии развития зачатков абдоминальных конечностей.

### Выделительные органы
Выделительные органы ещё мало исследованы и состоят из двух длинных и тонких сосудов (мальпигиевых сосудов), открывающихся в задний отдел задней кишки.
Лимфатические желёзки были найдены у скорпионов Ковалевским и представляются в виде одной пары мешковидных или нескольких неправильной формы желёзок, прилегающих к нервной системе и содержащих амёбоидные (фагоцитарные) клетки, жадно поедающие введённые в полость тела скорпиона различные посторонние вещества (тушь, кармин, железо, сибиреязвенные бактерии и прочие).

### Половые органы
Все скорпионы раздельнополы, причём по наружному виду отличаются лишь величиной.
Мужские половые органы состоят из одной пары семенников (лат. testes), каждый из которых образован из двух продольных тонких трубок, залегающих в преабдомене между лопастями печени и соединённых между собой поперечными каналами. Каждая пара трубок в переднем конце тела переходит в выводной канал (лат. vas deferens), которые соединяются между собой в срединной линии и открываются на брюшной стороне тела в первом абдоминальном сегменте наружу. В выводные протоки открываются с каждой стороны по одному длинному и короткому мешочку, из которых первый является семенным пузырём (лат. vesicula seminalis).
Женские половые органы помещаются там же, где и мужские, и состоят из двух продольных трубок, переходящих дугообразно на заднем своём конце в третью, среднюю, и, кроме того, соединённых с нею четырьмя поперечными каналами. Эта система трубок образует в совокупности яичники (лат. ovarii). На переднем конце от обеих боковых трубок отходят яйцеводы (лат. oviducti), расширенные веретенообразно и образующие семенные приёмники (лат. receptacula seminis); два яйцевода соединяются в один непарный выводной проток, открывающийся наружу на брюшной стороне тела в первом абдоминальном сегменте. Женское, как и мужское половое отверстие прикрыто двумя пластинками — генитальной крышечкой, представляющими собой изменённые абдоминальные конечности и соответствующими (по положению) генитальной или жаберной пластинке мечехвостов.

### Ядовитый аппарат
Членистая гибкая метасома («хвост») включает в себя анальную лопасть, или тельсон, заканчивающийся ядовитой иглой. Внутри тельсона располагается пара ядовитых желёз овальной формы, окружённых снаружи и сверху толстым слоем поперечных мышечных волокон. При сокращении мышц железы выделяют ядовитый секрет в длинные выводные протоки, проходящие внутри иглы тельсона и открывающиеся двумя отверстиями близ вершины иглы. Размер иглы и форма тельсона различаются у различных видов. Скорпионы вида Parabuthus transvaalicus способны выстреливать своим ядом на расстояние до метра.

## Развитие
Скорпионы принадлежат к живородящим животным, они проходят прямое развитие без метаморфоза.
Самка носит на себе молодь и проявляет большую заботу о своём потомстве. Однако в это время её возможности полноценно охотиться ограничены, а потому в случае голодания она может употребить в пищу одного или нескольких из своих детёнышей. Яйца меробластические, телолецитальные и проделывают частичное дробление. Клетки, выходя на поверхность, образуют однослойный зародышевой кружок, который разрастается и даёт эктодерму, а из опустившихся вниз (в питательный желток) клеток образуется нижний слой — общий зачаток для энтодермы и мезодермы. Затем на поверхности зародышевого кружка образуется кольцевая складка, которая, нарастая от периферии к центру и срастаясь своими внутренними краями над зародышевой полоской, образует зародышевые оболочки, причём её наружный листок образует так называемую серозную перепонку (лат. serosa), а внутренний — амнион. Зародышевая полоска, прикрытая амнионом, разрастается в длину и подразделяется на сегменты, обозначаемые поперечными бороздками не только на эктодерме, но и в мезодерме, причём последняя распадается на парные отделы. Сегменты мезодермы расщепляются затем, при возникновении внутри их полости, на кожно-мускульную и кишечно-мускульную пластинку.
Вскоре на сегментах тела появляются зачатки конечностей: на первом сегменте, по бокам и позади рта закладываются зачатки хелицер, на втором — педипальпы, а на последующих четырёх торакальных сегментах — четыре пары ходных ног. На 6 передних сегментах брюшка также образуются маленькие зачатки конечностей, из которых первая пара превращается в генитальные крышечки, вторая — в гребневидные придатки, а остальные четыре пары исчезают, причём на месте их (впячиванием внутрь) появляются позже дыхальца лёгочных мешков. Нервные узлы первого сегмента, иннервирующие хелицеры, сливаются впоследствии с головным (надглоточным) нервным узлом; таким образом, хотя у взрослых скорпионов хелицеры и иннервируются от надглоточного ганглия, но они не гомологичны антеннам многоножек и насекомых, а соответствуют жвалам членистоногих.

## Ареал
Скорпионы встречаются главным образом в жарком поясе и в более тёплых областях умеренного пояса — на юге Европы (Греция, Португалия, Корсика, Сицилия, Сардиния, Кипр, страны Западных и Южных Балкан, Болгария, Испания, Италия), в Крыму, на российском Северном Кавказе, в Закавказье, в низовьях Волги, в Средней Азии, Монголии, в Северной и Южной Америке и на Среднем и Ближнем Востоке. Тем не менее их находили практически на всех участках суши, за исключением Арктических островов, Гренландии и Антарктиды, Новой Зеландии и ряда небольших островов. В Европе они встречались в Германии, а такой вид, как Euscorpius flavicaudis, был обнаружен даже на Британских островах.
Днём они скрываются под камнями, в расщелинах скал и т. п. и только ночью выходят за добычей. Они бегают быстро, загнув заднебрюшие (постабдомен) вверх и наперёд. Питаются скорпионы насекомыми и паукообразными. Они захватывают добычу клешнями; при этом они приподнимают её вверх над головогрудью и убивают уколом иглы (жала), помещающейся на заднем конце заднебрюшия.

## Отравление ядом скорпиона
Действующим началом яда скорпионов являются нейротоксические полипептиды с ярко выраженной видовой специфичностью. Некоторые (инсектотоксины) действуют на насекомых, действие других направлено на млекопитающих.

### Картина отравления
Ужаление скорпиона чрезвычайно болезненно, ощущается сильнее, чем укус змеи, но у подавляющего большинства видов безвредно, однако некоторые виды представляют опасность для человека и даже способны вызвать смертельный исход, особенно у детей.

#### Местные проявления интоксикации
- сильная жгучая боль
- гиперпатия
- отёк
- гиперемия тканей
- возникновение пузырей с серозным содержимым (редко)

#### Общетоксические симптомы
- головная боль
- головокружение
- слабость
- нарушение сознания
- расстройство терморегуляции
- судороги (особенно у детей)
- мышечный тремор
- затруднение дыхания
- тахикардия
- изменение артериального давления
- слезо- и слюнотечение, обильное выделение из носа
- бронхиальная гиперсекреция

Также часты панкреатиты и миокардиты. Для детей опасность представляет вероятность отёка лёгких.

#### Первая помощь
Обеспечить покой, предоставить анальгетики, наложить холодный компресс на место ужаления. В случае соприкосновения с опасными тропическими видами используются специализированные сыворотки.

## Классификация
Современная классификация скорпионов основана на работах Мишеля Соулглада и Виктора Фета (Soleglad & Fet, 2003). Эта классификация сменила предыдущую систему из неопубликованной диссертации Stockwell. Дополнительные таксономические изменения взяты из работы Soleglad et al. (2005).
14 семейств объединяются в 2 подотряда (Neoscorpionina Thorell & Lindström, 1885 и †Mesoscorpionina Stockwell, 1989). Вымерший подотряд Mesoscorpionina состоит из трёх ископаемых семейств: Eoscorpiidae Scudder, 1884, Isobuthidae Petrunkevitch, 1913, Mazoniidae Petrunkevitch, 1913.
Соулглад и Фет ввели в арахнологию новый таксономический ранг парвотряд (parvorder), расположенный между инфраотрядом и надсемейством.
- Отряд SCORPIONES. Подотряд Neoscorpionina Thorell & Lindström, 1885
  - Инфраотряд †Palaeosterni Stockwell, 1989 — объединяет 8 ископаемых родов: Allobuthiscorpius Kjellesvig-Waering, 1986, Allobuthus Kjellesvig-Waering, 1986, Anthracoscorpio Kušta, 1885, Apiscorpio Kjellesvig-Waering, 1986, Buthiscorpius Petrunkevitch, 1953, Coseleyscorpio Kjellesvig-Waering, 1986, Eoctonus Petrunkevitch, 1913, Lichnoscorpius Petrunkevitch, 1949.
  - Инфраотряд Orthosterni Pocock, 1911
    - Парвотряд Pseudochactida Soleglad et Fet, 2003
      - Надсемейство Pseudochactoidea Gromov, 1998
        - Семейство Pseudochactidae Gromov, 1998

    - Парвотряд Buthida Soleglad et Fet, 2003
      - Надсемейство Buthoidea C. L. Koch, 1837
        - Семейство Buthidae C. L. Koch, 1837 (660 видов и 79 родов)
        - Семейство Microcharmidae Lourenço, 1996

    - Парвотряд Chaerilida Soleglad et Fet, 2003
      - Надсемейство Chaeriloidea Pocock, 1893
        - Семейство Chaerilidae Pocock, 1893

    - Парвотряд Iurida Soleglad et Fet, 2003
      - Надсемейство Chactoidea Pocock, 1893
        - Семейство Chactidae Pocock, 1893
          - Подсемейство Chactinae Pocock, 1893
            - Триба Chactini Pocock, 1893
            - Триба Nullibrotheini Soleglad et Fet, 2003

          - Подсемейство Brotheinae Simon, 1879
            - Триба Belisariini Lourenço, 1998
            - Триба Brotheini Simon, 1879
              - Подтриба Brotheina Simon, 1879
              - Подтриба Neochactina Soleglad et Fet, 2003

          - Подсемейство Uroctoninae

        - Семейство Euscorpiidae Laurie, 1896
          - Подсемейство Euscorpiinae Laurie, 1896
          - Подсемейство Megacorminae Kraepelin, 1905
            - Триба Chactopsini Soleglad et Sissom, 2001
            - Триба Megacormini Kraepelin, 1905

          - Подсемейство Scorpiopinae Kraepelin, 1905
            - Триба Scorpiopini Kraepelin, 1905
            - Триба Troglocormini Soleglad et Sissom, 2001

        - Семейство Superstitioniidae Stahnke, 1940
          - Подсемейство Superstitioniinae Stahnke, 1940
          - Подсемейство Typlochactinae Mitchell, 1971

        - Семейство Vaejovidae Thorell, 1876

      - Надсемейство Iuroidea Thorell, 1876
        - Семейство Iuridae Thorell, 1876
        - Семейство Caraboctonidae Kraepelin, 1905
          - Подсемейство Caraboctoninae Kraepelin, 1905
          - Подсемейство Hadrurinae Stahnke, 1974

      - Надсемейство Scorpionoidea Latreille, 1802
        - Семейство Bothriuridae Simon, 1880
          - Подсемейство Bothriurinae Simon, 1880
          - Подсемейство Lisposominae Lawrence, 1928

        - Семейство Diplocentridae Karsch, 1880
        - Семейство Scorpionidae Latreille, 1802
          - Подсемейство Diplocentrinae Karsch, 1880
            - Триба Diplocentrini Karsch, 1880
            - Триба Nebini Kraepelin, 1905

          - Подсемейство Scorpioninae Latreille, 1802
          - Подсемейство Urodacinae Pocock, 1893

        - Семейство Hemiscorpiidae Pocock, 1893 (= Ischnuridae, =Liochelidae)
          - Подсемейство Hemiscorpiinae Pocock, 1893
          - Подсемейство Heteroscorpioninae Kraepelin, 1905
          - Подсемейство Hormurinae Laurie, 1896

## Наука о скорпионах
- 3rd Scorpiology Symposium (28th Annual Meeting of the American Arachnological Society, Norman, Oklahoma, 24 июня 2004): Proceedings
- 1st Scorpiology Symposium (Los Angeles, июнь 1985): materials
- Скорпионология

## Обычные виды
Наиболее обыкновенный (в Европе) представитель — Scorpio europaeus Latr., песочно-жёлтого цвета до 4 см; в тропических странах особи распространённых видов достигают 10 см длины (Androctonus и Buthus).

## Скорпионы в культуре
- Образ скорпиона встречается в гробницах фараонов Древнего Египта. Египетский скорпион (егип. серк) считался воплощением богини Селкет (или Селкит).
- Скорпиону посвящён знак зодиака.
- Символ скорпиона в Юникоде — 🦂.
- Некоторые виды скорпионов, как правило, крупные и слабо ядовитые (например, представители родов Pandinus и Hadogenes), приобрели популярность в качестве питомцев, так как им не требуется сложного ухода. Они едят довольно редко и понемногу, и их можно держать в относительно небольших инсектариях.
- В серии компьютерных игр «Fallout» в качестве фауны Пустошей присутствуют радскорпионы — императорские скорпионы (Pandinus imperator), увеличенные в размерах благодаря мутациям.
- Один из десептиконов в фильме «Трансформеры» выглядит как гигантский скорпион.
- Скорпион (персонаж Mortal Kombat) во время своего первого появления в сериале «Смертельная битва: Завоевание» предстаёт в виде скорпиона.
- Главный герой фильма «Царь скорпионов» едва не погиб после укола стрелой, отравленной ядом скорпиона. Ему сказали, что яд скорпиона навсегда останется в нём, и после этого получил прозвище «Царь скорпионов». В фильме «Мумия возвращается» он частично выглядит как скорпион.
- В фильме «Заражение: Вирус смерти» паразит, имеющий форму скорпиона, превращал людей в зомби.
- Стихотворение Константина Бальмонта «Скорпион» (сонет).
- Немецкая рок-группа Scorpions (а также альбом Sting in the Tail).
- Удар скорпиона — футбольный финт.